# Frans Erasmus
François Christiaan Erasmus (Merweville, 1896 – ?, 1967. január 7.) a dél-afrikai Nemzeti Párt politikusa. 1948 júniusa és 1959 között védelmi miniszterként, valamint 1959 és 1961 augusztusa között igazságügy-miniszterként szolgált Dél-Afrika kormányában.

## Élete
1896. január 19-én született Houtenbeckben, a fokföldi Merweville kerületben, Marthinus Frederik Erasmus és felesége, Hester Maria Jacoba Maritz gyermekeként.
1927-ben Délnyugat-Afrika főügyész-helyettesévé nevezték ki. Ezt követően lépett a politikába, 1933-ban beválasztották a Népgyűlésbe. 1948-ban védelmi miniszterként dolgozott az első Malan-kormányban. Széles körben inkompetensnek tartották, és nagyon népszerűtlen volt a hadseregben végrehajtott átfogó változtatások miatt, amelyeket ő a "brit befolyás eltávolításának" nevezett. Ez magában foglalta számos angolul beszélő tiszt elbocsátását, valamint afrikáner származásúak tömeges tiszti kinevezését.
Igazságügyi miniszteri mandátuma után olaszországi nagykövetnek nevezték ki.
Róla nevezték el a dél-afrikai haditengerészet Frans Erasmus SAS Strike Craft hajóját.

## Családja
Erasmus először feleségül vette Christina Wiesét Melsetterből, az akkori Dél-Rhodesiában. Egy fiuk és egy lányuk született. 1946. január 9-én feleségül vette a Lydenburgi Cornelia Margaretha (Corrie) Naudét, tőle három lánya volt.

## Fordítás
Ez a szócikk részben vagy egészben  a   Frans Erasmus című angol Wikipédia-szócikk ezen változatának fordításán alapul.  Az eredeti cikk szerkesztőit annak laptörténete sorolja fel. Ez a jelzés csupán a megfogalmazás eredetét és a szerzői jogokat jelzi, nem szolgál a cikkben szereplő információk forrásmegjelöléseként.